# جيانغ جين
جيانغ جين (بالصينية: 江津) (مواليد 7 أكتوبر 1968) هو لاعب كرة قدم. يلعب مع منتخب الصين لكرة القدم. سبق له أن لعب في كأس العالم لكرة القدم مع منتخب بلاده.

## روابط خارجية
- جيانغ جين على موقع قاعدة بيانات كرة القدم.إي يو (الإنجليزية)
- جيانغ جين على موقع ناشيونال فوتبول تيمز (الإنجليزية)